# Inuvik (cráter)
Inuvik es un cráter de impacto del planeta Marte situado al noroeste del cráter Lomonosov y al noreste de Escorial, a 78.6° norte y 28.6º oeste. El impacto causó un boquete de 21 kilómetros de diámetro. El nombre fue aprobado en 1988 por la Unión Astronómica Internacional, haciendo referencia a la ciudad canadiense Inuvik, en Territorios del Noroeste.